# Luci Corneli Sul·la (pare de Sul·la)
Luci Corneli Sul·la (en llatí Lucius Cornelius Sul·la) va ser un magistrat romà. Era fill de Publi Corneli Sul·la (Publius Cornelius Sulla) i pare del dictador Sul·la. La seva importància deriva només del fet de ser el pare del dictador, ja que la seva vida no va estar marcada per cap fet destacat. A la seva mort va deixar un fortuna reduïda.